# Enrique Escobar
Enrique Escobar Sotés (Jaén, 2 de septiembre de 1921 - Barcelona, 12 de febrero de 2004) fue un compositor, pianista y director de orquesta de música cinematográfica español. A menudo era acreditado bajo el seudónimo de Henry Sotés o Henry Escobar.

## Biografía
Escobar estudió piano y derecho en Granada, luego se dedicó a la música. Realizó sus primeras experiencias como pianista en Madrid y Barcelona, donde también dirigió diversas orquestas de zarzuela, luego realizó giras por los países de habla hispana de América. En la década de 1960 compuso canciones y música de revista. Desde 1961 ha compuesto música para más de sesenta películas.
Además de su trabajo como compositor, también ha trabajado en otras funciones para el director y productor Ignacio Iquino, por ejemplo como editor de cine de varias de sus películas y fue su asistente personal y secretario.

## Trayectoria profesional
Acabado el bachillerato, se trasladó a Madrid y abandonó los estudios de derecho a favor de su carrera musical como compositor y director de orquesta. Con José María Legaza compuso la música de la revista 33 rubias y 3 morenas con 3 hombres de Enrique y Antonio Paso. Se introdujo en el mundo de la comedia musical teatral y entró al Teatro de La Latina de Madrid, dirigido por Ignacio F. Iquino. Este le propuso que se encargara de la composición de bandas sonoras de su productora barcelonesa IFISA. Escobar se supeditó al sistema de producción de Iquino, que implicaba componer músicas estandarizadas para situaciones dramáticas concretas que eran utilizadas en más de un film. Sin embargo, demostró una buena dosis de creatividad y dominio de la orquesta, como demostró a la banda sinfónica del primero cuartel (1966, I. F. Iquino). Su estilo se fue adaptando a los tiempos y a las modas que imperaban: baladas para los westerns de la década del 1960, teclados y ritmos a la del 1970 con el cine de destape, etc.
De manera esporádica apareció haciendo de actor en pequeños papeles como en Oeste Nevada Joe, Las travesuras de Morucha, Un colt por cuatro cirios y Chico, chica ¡boom! y en 07 con el 2 delante, a menudo haciendo de pianista o músico.
En 1962 Iquino y Escobar crearon dos sellos discográficos Discos IFI y Discos DIE [Discos Iquino Escobar], que dieron salida comercial a temas como Oeste Nevada Joe. También editaron discos de solistas y grupos pop sin relación con el cine. En paralelo, crearon una editora de partituras con la misma finalidad. Estas empresas cerraron el 1968, después de que Iquino vendiera Hablo Films.
Durante los veintiocho años que Escobar trabajó para Iquino, solo compuso una banda fuera de su productora, el largo de animación Historias de amor y masacre (1975-78, Jordi Amorós y Víctor Luna). Ambos se mantuvieron profesionalmente fieles el uno al otro, y cuando Iquino abandonó la dirección, Escobar dejó de escribir música de cine.
“Mi manera de hacer música en el cine ha sido un poco singular […] Yo me iba solo, unas veces a la orilla del mar, otras al monte, de noche…. En el bolsillo llevaba una libretilla de papel pentagramado, y empezaba a pensar en todo aquello, en todo el argumento, los personajes, las situaciones, los paisajes, y empezaba a brotar algunas ideas; con una linterna lo anotaba todo en aquel papelito, y después al día siguiente en el estudio, lo desarrollaba al piano, lo armonizaba” 

                                                                                                    (Enrique Escobar dixit. Asociación Balear Amigos de las Bandas Sonoras ABABS, Jornadas dedicadas a la música de películas,1995)

## Filmografía musical (selección)
- 1964 : Oeste Nevada Joe, de Ignacio Iquino
- 1965 : Cinco pistolas de Texas, de Ignacio Iquino y Juan Xiol
- 1965 : Río maldito, de Juan Xiol
- 1966 : Un dólar de fuego, de Nick Nostro
- 1966:  El primer cuartel, de Ignacio F. Iquino
- 1970 : Veinte pasos hacia la muerte de Antonio Mollica y Manuel Esteba
- 1970 : La diligencia de los condenados, de Juan Bosch Palau
- 1971 : Un colt por cuatro cirios, de Ignacio Iquino
- 1972 : Tu fosa será la exacta... amigo, de Juan Bosch Palau
- 1973 : Ninguno de los tres se llamaba Trinidad, de Pedro Luis Ramírez.
- 1972 : Los fabulosos de Trinidad, de Ignacio Iquino
- 1984: Yo amo la danza, de Ignacio F. Iquino

## Nota
- Esta obra contiene una traducción  derivada de «Enrique Escobar» de Wikipedia en alemán, concretamente de esta versión, publicada por sus editores bajo la Licencia de documentación libre de GNU y la Licencia Creative Commons Atribución-CompartirIgual 4.0 Internacional.

- Datos: Q1270773